# Мадагаскарски ястреб
Мадагаскарският ястреб (Accipiter francesiae) е вид птица от семейство Ястребови (Accipitridae).

## Разпространение
Видът е разпространен в Коморските острови, Мадагаскар и Майот.